# Jana Kandarr
Jana Kandarr (Halle, 21 september 1976) is een tennisspeelster uit Duitsland. Kandarr speelt met haar rechterhand, hoewel zij eigenlijk linkshandig is. Haar favoriete ondergrond is hardcourt.

## Loopbaan
Kandarr debuteerde in 1994 op het WTA-toernooi van Maria Lankowitz. In 1995 bereikte zij op het WTA Tier II-toernooi van Hamburg de kwartfinale door onder meer de Nederlandse Brenda Schultz te verslaan, waarna zij het moest afleggen tegen de latere winnares Conchita Martínez. Ook op het WTA-toernooi van Warschau bereikte zij in 1995 de kwartfinale. In datzelfde jaar plaatste zij zich voor Wimbledon en het US Open, waarmee zij haar grandslamdebuut maakte.
Kandarr speelde tussen 1997 en 2005 op ITF-toernooien, en kwam in 1998 en 1999 voor Duitsland uit op de FED-cup. In 2000 bereikte zij de vierde ronde op het Australian Open, en de derde ronde op de Olympische Zomerspelen in Sydney.

## Privé
Kandarr werd geboren in het Oost-Duitse Halle, en verhuisde met haar ouders naar Karlsruhe na de Duitse eenwording in 1989. Haar moeder Petra Vogt, hardloopster op de 100 en 200 meter, was in 1969 Europees kampioen op deze afstanden, en werd dat jaar uitgeroepen tot sporter van het jaar in Oost-Duitsland.

## Posities op deWTA-ranglijst
Positie per einde seizoen:
| jaar | rang enkelspel | rang dubbelspel |
| ---- | -------------- | --------------- |
| 1994 | 347            | –               |
| 1995 | 81             | –               |
| 1996 | 90             | 538             |
| 1997 | 82             | 379             |
| 1998 | 90             | 246             |
| 1999 | 172            | 131             |
| 2000 | 61             | 196             |
| 2001 | 71             | 354             |
| 2002 | 130            | –               |
| 2003 | 443            | –               |
| 2005 | 409            | –               |

## Resultaten grandslamtoernooien
| Legenda | Legenda                          |
| ------- | -------------------------------- |
| g.t.    | geen toernooi gehouden           |
| l.c.    | lagere categorie                 |
| –       | niet deelgenomen                 |
| G       | uitgeschakeld in de groepsfase   |
| 1R      | uitgeschakeld in de eerste ronde |
| 2R      | uitgeschakeld in de tweede ronde |
| 3R      | uitgeschakeld in de derde ronde  |
| 4R      | uitgeschakeld in de vierde ronde |
| KF      | uitgeschakeld in de kwartfinale  |
| HF      | uitgeschakeld in de halve finale |
| F       | de finale verloren               |
| W       | het toernooi gewonnen            |
| w-v     | winst/verlies-balans             |

### Enkelspel
| toernooi        | 1995 | 1996 | 1997 | 1998 | 1999 | 2000 | 2001 | 2002 |
| --------------- | ---- | ---- | ---- | ---- | ---- | ---- | ---- | ---- |
| Australian Open | –    | 3R   | 2R   | 2R   | 1R   | 4R   | 1R   | 1R   |
| Roland Garros   | –    | 1R   | 2R   | 1R   | –    | 1R   | 2R   | 2R   |
| Wimbledon       | 2R   | 1R   | 1R   | 1R   | –    | 2R   | 2R   | 2R   |
| US Open         | 1R   | 1R   | 1R   | –    | 1R   | 2R   | 1R   | –    |

### Vrouwendubbelspel
| toernooi        | 2000 |
| --------------- | ---- |
| Australian Open | 2R   |
| Roland Garros   | 1R   |
| Wimbledon       | –    |
| US Open         | –    |